# LuiSA
Die LuiSA war die Luther in Sachsen-Anhalt GmbH mit Sitz in Magdeburg. Das Ziel der Gesellschaft war die Förderung der Kultur in Sachsen-Anhalt mit Schwerpunkt auf Martin Luther und dessen Zeitgenossen.
Langjähriger Geschäftsführer der Gesellschaft war Jürgen Wolff, zuvor Staatssekretär im Kultusministerium Sachsen-Anhalts (SPD). Der aus Braunschweig kommende Politiker war stets umstritten in der Höppner-Regierung. Auch nach seinem Wechsel in die LuiSA war Wolff mehrfach Gegenstand von meist (negativ-)kritischen Presseveröffentlichungen.
Letzte Geschäftsführerin der Gesellschaft war Cornelia Dömer, Lebensgefährtin des Landrats Guido Till (SPD), Wittenberg. Im Juni 1999 wurde LuiSA liquidiert.